# Fontana dell'Elefante

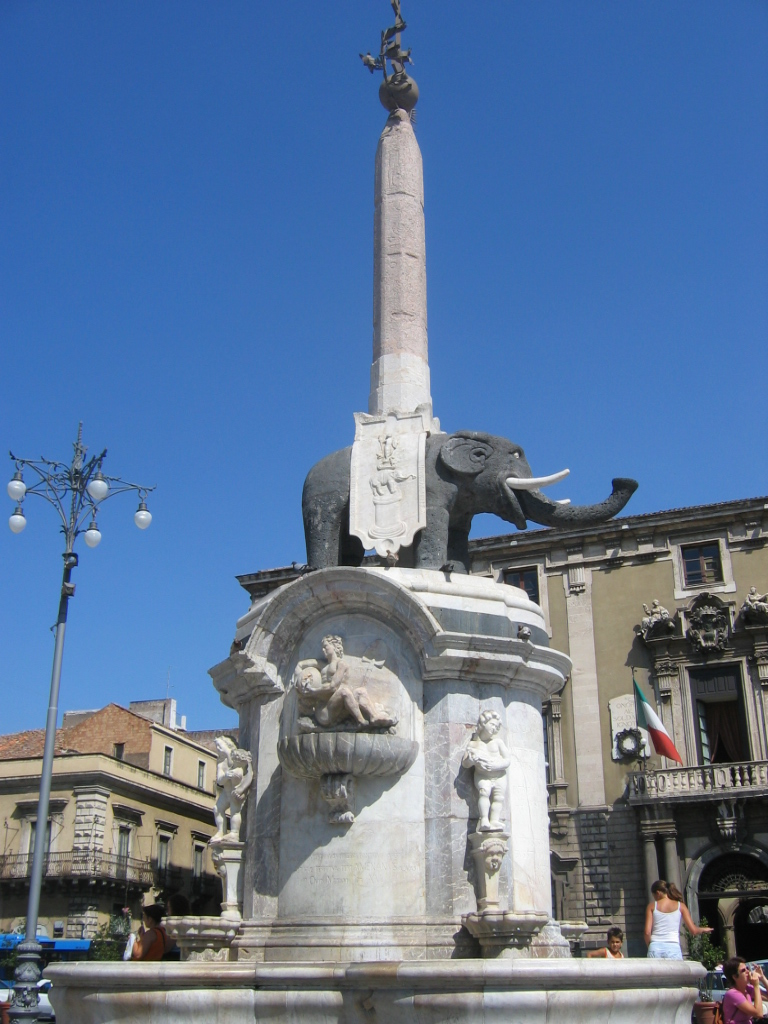
De Fontana dell'Elefante

De Fontana dell'Elefante (Nederlands: Olifantenfontein) is het symbool van de Siciliaanse stad Catania. De fontein staat op het Piazza del Duomo, voor de kathedraal van Catania en het Palazzo degli Elefanti. De Olifant is afgebeeld op het stadswapen van Catania.
De fontein werd in 1736 opgericht naar het ontwerp van Giovanni Battista Vaccarini. Het idee van dit monument gaat terug op het Olifantje van Bernini voor de Santa Maria sopra Minerva in Rome. De olifant is gebeeldhouwd uit zwarte lavasteen en draagt een granieten obelisk.
Vaccarini ontdekte de olifant toevallig in de puinhopen van de stad na de aardbeving van 1693. De olifant stamt uit de Romeinse tijd en stond waarschijnlijk op het uiteinde van de verhoging in het midden van een renbaan. Ook de obelisk werd toevallig gevonden. Hij komt oorspronkelijk uit Egypte en er zijn symbolen ter ere van Isis in gegraveerd. Vaccarini plaatste de zwarte olifant op een witte, met beelden versierde sokkel. Vervolgens plaatste hij boven op de olifant de obelisk, met daarop een kruis, om de stad tegen verder onheil te beschermen.